# Л’Юньон
Л’Юньо́н (фр. и окс. L'Union) — коммуна во Франции, находится в регионе Юг — Пиренеи. Департамент — Верхняя Гаронна. Входит в состав кантона Тулуза-15. Округ коммуны — Тулуза.
Код INSEE коммуны — 31561.

## География
Коммуна расположена приблизительно в 590 км к югу от Парижа, в 7 км к северо-востоку от Тулузы.
По территории коммуны протекают реки Эр-Мор и Сос.

## Климат
Климат умеренно-океанический. Зима мягкая и снежная, весна характеризуется сильными дождями и грозами, лето сухое и жаркое, осень солнечная. Преобладают сильные юго-восточные и северо-западные ветры.

## Население
Население коммуны на 2010 год составляло 11 868 человек.
| 1962 | 1968 | 1975 | 1982   | 1990   | 1999   | 2010   |
| ---- | ---- | ---- | ------ | ------ | ------ | ------ |
| 1468 | 4601 | 7817 | 10 461 | 11 751 | 12 139 | 11 868 |

## Администрация
| Период | Период | Фамилия     | Партия        | Примечания |
| ------ | ------ | ----------- | ------------- | ---------- |
| 1945   | 1951   | Жорж Шомтон | Разные правые |            |
| 1951   | 1953   | Жан Лер     | Разные правые |            |
| 1953   | 1972   | Жорж Шомтон | Разные правые |            |
| 1972   | 2014   | Жорж Беней  | Разные правые |            |
| 2014   | 2020   | Марк Пере   | Разные левые  |            |

## Экономика
В 2010 году среди 7052 человек трудоспособного возраста (15—64 лет) 4997 были экономически активными, 2055 — неактивными (показатель активности — 70,9 %, в 1999 году было 65,5 %). Из 4997 активных жителей работали 4629 человек (2372 мужчины и 2257 женщин), безработных было 368 (152 мужчины и 216 женщин). Среди 2055 неактивных 775 человек были учениками или студентами, 893 — пенсионерами, 387 были неактивными по другим причинам.

## Достопримечательности
- Церковь Св. Иоанна Крестителя (XIX век)
- Замок Мальпага (XIX век)

## Фотогалерея
- Мэрия
- Старая мэрия
- Церковь Св. Иоанна Крестителя
- Интерьер церкви Св. Иоанна Крестителя
- Алтарь церкви Св. Иоанна Крестителя
- Замок Мальпага
- Военный мемориал
- Тысячелетнее оливковое дерево
- Река Сос